# Squamanita pearsonii
Squamanita pearsonii är en svampart som beskrevs av Bas 1965. Enligt Catalogue of Life ingår Squamanita pearsonii i släktet Squamanita,  och familjen Tricholomataceae, men enligt Dyntaxa är tillhörigheten istället släktet Squamanita,  och familjen Squamanitaceae. Artens status i Sverige är: Ej påträffad. Inga underarter finns listade i Catalogue of Life.